# 제2견지함대
제2견지함대(일본어: 第二遣支艦隊 다이니켄시칸타이[*], 영어: 2nd China Expeditionary Fleet)는 일본 제국 해군 지나방면함대의 서수 함대이다.

## 역사

### 중일 전쟁
1938년 2월 1일에 지나방면함대 소속부대로서 창설된 제5함대가 이듬해 1939년 11월 15일에 제2견지함대로 개명되었다. 함대는 광저우를 거점으로 화난 지방에서 움직였다. 남시나해에 해당하는 해역을 제압하고 있기 위해, 기함에 중순양함 쵸카이와 제5, 21구축대로 편성된 제15전대가 1개 수뢰전대에 맞먹는 전력을 갖추었다.
전쟁이 길어지고, 강한 전력을 갖출 필요가 없어지면서 조카이는 경순양함 이스즈와 교대하고 구축대는 포함이나 수뢰정, 소해정으로 교체되었다. 함대는 육상전력으로 하이난, 광둥, 샤먼의 특별근거지대가 있었는데, 그 중에서 하이난섬 특별근거지대가 1941년 4월 10일에 하이난섬 경비부로 승격되어, 지나방면함대로 전속하였다.
미국 영국 러시아 지나 4개국에 대한 작전의 경우, 제2견지함대를 근간으로 하는 부대는 "同方面の적국 함선을 격멸" ならびに "육군과 협동으로 홍콩을 공략"と定められた。

### 동남아시아 전구

#### 북부 인도차이나
1940년 9월 5일, 대본영 해군부는 시마다 시게타로 지나방면함대 사령장관에게 프랑스령 인도차이나 진주 실시를 명령하였고, 가까운 남지나해의 제2견지함대를 (기함 쵸카이) 작전부대로 지정하여 일본육군 수송함선을 호위하게끔 하였다. 도네급 중순양함 도네와 지쿠마의 제8전대, 제1수뢰전대, 제2항공전대로 증강된 제2견지함대가 작전을 실시하게 되어, 작전명을 "IC 작전", 부대는 "IC 작전 부대"로 이름붙였다.
9월 하순에는 평화진주냐 강행상륙이냐로 육군과의 해군의 의견이 대립하여, 제2견지함대의 제3수뢰전대가 육군의 인도차이나 파견군 수송함단의 호위와 협력을 중단하는 사고가 일어났다. 9월 28일, IC 작전이 끝나므로서 부대는 해산하였다. 사고를 낸 대본영의 도미나가 교지 참모본부 제1부장, 안도 리키치 남지나 방면군 사령관 등이 경질되었다.

#### 프랑스-태국 국경 분쟁
1941년 1월에 태국 왕국군과 비시 프랑스의 인도차이나 식민지군 사이의 국경 분쟁으로 전쟁이 일어났다.
秦ヲシテ英国ノ居中調停ヲ拒絶セシムルト共ニ、帝国ハ仏印ヲ圧迫シ紛争ノ即時解決ヲ図ル」「直チニ仏印ニ対シ所要ノ威圧行動ヲ開始ス — 대본영 정부연락간담회

현시행동은 "S 작전"으로 명명되어, 제2견지함대 사령장관 사와모토 요리오 중장이 지휘하는 함정과 항공기가 전개하였다
인도차이나-태국 국경 분쟁이 성립된 후에도 제17구축대의 이소카제, 우라카제나 소수의 육상공격기가 사이공에 남아, 4월 초까지 남부 인도차이나 기지의 조사, 말레이 반도나 영국령 보르네오의 정보를 모았다.
인도차이나 진주와 병행하여, 제2견지함대는 일본 육군과 협력하여, 지나 남부의 봉쇄임무에 종사하였다. 제2견지함대는 제5수뢰전대, 해방함 시무슈, 수뢰정, 소해정이 동원되었다. 재소집된지 얼마 안된 다카하시 디보 중장의 제3함대도 6월 초순부터 9월 하순까지 지나방면함대 사령장관의 지휘하에 들어가 해협부대란 이름으로 남지나연안방면의 작전에 종사하였다.

#### 남부 인도차이나
같은 해 6월 22일, 독소 전쟁이 일어나자, 일본에서는 남진론이 주류가 되었다. 육군은 제25군, 해군은 제2견지함대가 남부 인도차이나 진주부대가 되었다
일본군은 "ふ号作戦→후호 작전"으로 명명하고, 니미 마사이치 중장이 지휘하는 제2견지함대가 후호 작전 부대의 지휘를 맡게 되었다.
7월 23일 , 대본영 해군부는 시마다 시게타로 지나방면함대 사령장관에게 大海令제287号→대해령 제287호를 발령하였다.
第二遣支艦隊司令長官ノ指揮スル所定ノ部隊ヲシテ七月二十四日以後三亜出港　陸軍ト協同シテ南部仏印ニ進駐セシムヘシ — 대본영 해군부

육군 제25군 사령관 이다 쇼지로 중장의 수송함선 39척, 제2견지함대의 51척, 총 90척으로 편성된 진주부대는 7월 25일에 하이난섬에서 출항하여 28일 나뜨랑, 29일 サンジャック, 30일 사이공에 상륙하였다. 작전이 끝나고, 나부 인도차이나에 진주하기에 앞서 제2견지함대가 남부 인도차이나까지 맡는 건 부적절하다고 판단한 대본영 해군부는 7월 31일 직할부대로서 히라다 노보루 중장을 사령장관으로 임명하여 남견함대를 창설하였다. 후호 작전 부대는 해산하고, 제2견지함대는 인도차이나 해역을 남견함대로 넘겼다.
10월 1일, 제2견지함대의 주력이었던 중순양함 묘코는 제3함대로 전속하였다. 함대의 기함은 경순양함 이스즈로 교체되었다.
일본군은 태평양 전쟁 개시와 함께 홍콩공략을 목표로, 홍콩 공략 부대는 제2견지함대와 증원부대로서 연합함대에서 제6구축대 제2소대의 이카즈치와 이나즈마가 파견되었다.

### 홍콩 주둔
홍콩을 점령하고 1941년 12월 26일에 광둥 특별근거지대와 사령부는 홍콩으로 건너갔다. 1942년 1월 15일, 샤먼 특별근거지대는 경비부가 되었다. 샤먼 특별근거지대사령관 하타케야마 고이치로는 제3함대사령부로, 이하라 미키오 대좌 샤먼 경비대 사령이 되었다 제2견지함대의 주력이었던 제15전대(이스즈, 嵯峨, 橋立, 鵲, 히요도리)는 4월 15일자로 해체되고, 이스즈는 제2남견함대 예하 제16전대로 넘어갔다. 제2견지함대는 남겨진 소형함정으로 해상호위작전이나 함단호위임무를 도왔다. 전쟁이 진행되면서 수상함을 거의다 잃었고, 홍콩과 샤먼을 중심으로 한 육상부대도 항복할 때까지 분투함에 따라 함대도 유지되었다.

## 구조

### 지휘부
| 계급 | 성명              | 취임일           | 이임일 | 추가 설명                               |
| ---- | ----------------- | ---------------- | ------ | --------------------------------------- |
| 중장 | 다카스 시로       | 1939년 9월 29일  |        | 1939년 11월 15일, 제2견지함대로 개명됨. |
| 중장 | 사와모토 요리오   | 1940년 10월 15일 |        |                                         |
| 중장 | 니이미 마사이치   | 1941년 4월 4일   |        |                                         |
| 중장 | 하라 기요시       | 1942년 7월 14일  |        |                                         |
| 중장 | 후쿠시마 다이스케 | 1943년 6월 21일  |        |                                         |
| 중장 | 후지다 긴타로     | 1945년 4월 25일  |        |                                         |

| 계급 | 성명            | 취임일           | 이임일 | 추가 설명                |
| ---- | --------------- | ---------------- | ------ | ------------------------ |
| 소장 | 하라 주이치     | 1939년 11월 15일 |        | 프랑스령 인도차이나 침공 |
| 소장 | 아베 야스오     | 1941년 8월 13일  |        |                          |
| 소장 | 오바타 조사에몬 | 1942년 9월 1일   |        |                          |
| 소장 | 오쿠마 유즈루   | 1943년 10월 19일 | 1945년 |                          |

### 전투 서열

#### IC 작전
- 제2견지함대 (기함: 중순양함 쵸카이) - 작전부대
- 제8전대: 도네급 중순양함 도네: 지쿠마
- 제1수뢰전대
- 제2항공전대: 히류

#### S 작전
- 제2견외함대
  - 중순양함: 묘코
  - 해방함: 시무슈
  - 제5수뢰전대
  - 제14항공대
- 제1함대
  - 제1수뢰전대
  - 제7항공전대: 항공모함 지토세: 수상기모함 미즈호
- 제2함대
  - 제7전대: 구마노, 스즈야, 미쿠마, 모가미
- 제2항공전대
  - 소류: 히류
  - 제23구축대
- 제11항공함대
  - 다카오 해군항공대

#### 후호 작전
- 제2견지함대(주대): 모든 작전 지원
  - 제15전대: 중순양함 묘코, 해방함 하치죠
- 제1호위대(제5수뢰전대 사령관): 사이공 방면의 제1함단 호위 및 상륙 엄호
  - 제5수뢰전대: 경순양함 나토리
  - 제5구축대: 하루카제, 아사카제, 하타카제, 마쓰카제
  - 제22구축대: 사쓰키, 미나즈키, 후미즈키, 나가쓰키
  - 제34구축대: 아키카제, 하네카제
  - 제11소해대
  - 제21구잠대
  - 제2포함대: 곤고산마루, 고즈마루, 진고마루, 시안마루, 스마우라마루
- 제2호위대(제2근거지대 사령관): 나뜨랑 방면의 제2함단 호위 및 상륙 엄호,
  - 구축함: 다치카제
  - 제31구잠정대
  - 제30소해대
  - 하코자키마루, 니츄마루, 이미즈시마루, 건륭마루, 제19호 소해정
  - 제2근거지대 - 캄람항에 기지 설영
- 제1항공부대(제23항공전대 사령관): 중부, 남부 인도차이나 정찰 감시 및 항공 전력 격멸
  - 제23항공전대
    - 제3항공대
    - 제14항공대
- 제2항공부대(제2항공전대 사령관): 홈단의 외측 경계, 남부 인도차이나 항공 및 함정 전력 격멸
  - 제2항공전대: 항공모함 소류, 히류
    - 제23구축대: 기쿠즈키, 우즈키, 유즈키
- 제3항공부대(제12항공전대 사령관): 함단 직접 호위, 상륙전 협력
  - 제12항공전대(가미카와하루, 후지카와마루)
- 기동부대(제7전대 사령관): 함단 지원 및 인도차이나 남부의 함정 격멸
  - 제7전대: 구마노, 스즈야, 미쿠마, 모가미
- 보급부대[50]
  - 공작함: 아카시
  - 급유함: 사타, 히가시소노마루, 가사기야마마루, 롯코산마루, 미노오마루, 가쓰라기마루, 고아마루
그 외
- 해방부대: 시무슈 함정 - 하이퐁의 인도차이나 함정 감시
  - 시무슈, 히요도리

## 참전
- 중일 전쟁
  - 홍콩 전투
- 동남아시아 전구
  - 일본 제국의 프랑스령 인도차이나 침공
    - IC 작전: 북인도차이나
    - 후호 작전: 남인도차이나

  - S 작전: 프랑스-태국 전쟁

## 같이 보기
- 지나방면함대
  - 제1견지함대
  - 제3견지함대

## 참고

### 인용
1. ↑  戦史叢書72 1974, 497쪽.
2. ↑  戦史叢書79 1975, 4–7쪽支那方面함대の兵力配備
3. ↑  戦史叢書91 1975, 359–360쪽支那事変に伴う戦時編制の発足 ― 昭和12年11月
4. ↑  戦史叢書79 1975, 128–130쪽支那方面함대の改編(견지함대の創設)
5. ↑  戦史叢書91 1975, 432–435쪽三コ견지함대の新編と제四함대の独立 ― 昭和1四年11月15日
6. 1 2  戦史叢書79 1975, 129쪽.
7. ↑  戦史叢書91 1975, 434쪽.
8. ↑  戦史叢書79 1975, 002b쪽付表제2
9. ↑  戦史叢書91 1975, 514쪽.
10. ↑  戦史叢書79 1975, 241a쪽海南警備府の新設
11. ↑  戦史叢書91 1975, 438쪽.
12. ↑  戦史叢書79 1975, 197쪽IC부대旗함조카이
13. ↑  戦史叢書91 1975, 518–519쪽北部仏印進駐の紛糾と米国の対応
14. ↑  戦史叢書79 1975, 192–195쪽〔大命の下令〕
15. ↑  戦史叢書91 1975, 519쪽.
16. ↑  戦史叢書79 1975, 222–224쪽上陸開始, 호위대離脱
17. ↑  戦史叢書79 1975, 225b쪽〔IC부대の編制解除〕
18. ↑  戦史叢書79 1975, 225a쪽〔関係者の処分〕
19. ↑  戦史叢書79 1975, 235쪽泰, 佛印紛争調停
20. 1 2 3  戦史叢書91 1975, 520–521쪽.
21. ↑  戦史叢書79 1975, 244–256쪽対佛印威力顕示作戦(S作戦)
22. ↑  戦史叢書24 1969, 23–24쪽.
23. ↑  戦史叢書79 1975, 259–269쪽陸海군協同の封鎖作戦
24. ↑  戦史叢書79 1975, 261쪽.
25. ↑  戦史叢書24 1969, 99–101쪽제三함대の新編と行動
26. ↑  戦史叢書79 1975, 241b쪽제三함대の新設
27. ↑  戦史叢書91 1975, 526–528쪽南部仏印進駐の決定 ― 「対米英戦ヲ辞セズ」
28. ↑  戦史叢書79 1975, 294쪽陸군の動き
29. ↑  戦史叢書79 1975, 288–291쪽南部佛印進駐計画
30. ↑  戦史叢書91 1975, 528a-530쪽全面禁輸と군令部
31. ↑  戦史叢書79 1975, 291쪽.
32. 1 2  戦史叢書91 1975, 528b쪽.
33. ↑  戦史叢書79 1975, 298b-304쪽作戦経過
34. ↑  戦史叢書24 1969, 102–103쪽南遣함대(独立함대)の新編
35. ↑  戦史叢書79 1975, 305–307쪽南遣함대の新設
36. ↑  戦史叢書91 1975, 516a쪽제5함대・南遣함대の追加的新編
37. ↑  戦史叢書79 1975, 315쪽南部佛印進駐と南遣함대の設置
38. ↑  戦史叢書79 1975, 306–307쪽南遣함대の進出と「ふ」号作戦부대の解散
39. ↑  戦史叢書91 1975, 547–548쪽.
40. ↑  戦史叢書79 1975, 338–341쪽作戦準備
41. ↑  戦史叢書79 1975, 340쪽.
42. ↑  戦史叢書79 1975, 344–345쪽兵力部署
43. ↑  戦史叢書79 1975, 356a-357쪽香港攻略作戦부대の解散
44. ↑  戦史叢書79 1975, 357a쪽廣東方面特別근거지대の改称
45. ↑  戦史叢書79 1975, 357b쪽廈門方面特別근거지대の廃止
46. ↑  戦史叢書79 1975, 357c-358쪽제15전대の解대
47. ↑  戦史叢書79 1975, 366쪽沖輸送
48. ↑  戦史叢書79 1975, 001b쪽付表제1
49. ↑  戦史叢書24 1969, 22–24쪽泰, 佛印紛争とS作戦
50. ↑  戦史叢書24 1969, 30–32쪽南部佛印進駐作戦(「ふ」号作戦)
51. ↑  戦史叢書79 1975, 293–294쪽.

### 자료
- 防衛研究所戦史室 (1969). 《比島・マレー方面海軍進攻作戦》. 戦史叢書 (일본어) 24. 朝雲新聞社. ASIN: B000J9H8DO.
- 防衛研修所戦史室 (1974년 3월). 《中國方面海군作戦＜1＞ 昭和十三年三月以前》. 戦史叢書 (일본어) 72. 朝雲新聞社.
- 防衛研究所戦史室 (1975년 1월). 《中國方面海군作戦＜2＞》. 戦史叢書 (일본어) 79. 朝雲新聞社.
- 防衛研究所戦史室 (1975년 12월). 《大本營海군部・連合艦隊＜1＞》. 戦史叢書 (일본어) 91. 朝雲新聞社.